# Academia Portuguesa das Artes e Ciências Cinematográficas
Die Academia Portuguesa das Artes e Ciências Cinematográficas (Portugiesisch für: Portugiesische Akademie der Kinokünste und -wissenschaften), meist nur kurz Academia Portuguesa de Cinema (APC) ist eine ehrenamtlich arbeitende Organisation in Portugal. Sie wurde 2011 von Filmschaffenden des Portugiesischen Films gegründet, um diesen zu fördern und zu bewahren. Zu ihren Aufgaben und Tätigkeiten gehört u. a. die Vergabe von Filmpreisen in Portugal und die jährliche Auswahl der portugiesischen Vorschläge für die Oscar-Nominierung in der Kategorie bester internationaler Film.

## Geschichte

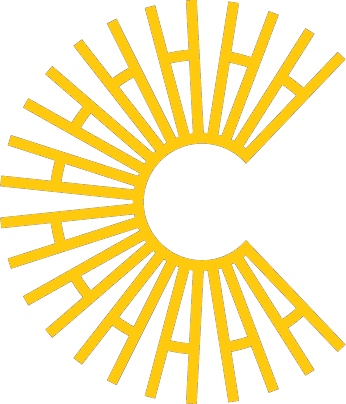
Das Logo der seit 2012 vergebenen Filmpreise Prémios Sophia.

Filmschaffende und Freunde des Portugiesischen Kinos forderten schon länger die Schaffung einer Dachorganisation, die Filmschaffende aus allen Bereichen der Filmproduktion vereint und nationale Filmpreise vergibt, ähnlich den bekannten Preisen Oscar (USA), César (Frankreich), Goya (Spanien) oder Magritte (Belgien).
Im Juli 2011 gründeten Filmschaffende Portugals die APC, um das gewünschte übergeordnete Organ für Filmschaffende aller Bereiche zu schaffen. Nach eigenen, nur von Filmschaffenden entschiedenen Kriterien vergibt die APC seither die Sophia-Filmpreise in Portugal, die damit nun erstmals im Land allein von Aktiven des Filmwesens vergeben werden, unabhängig von Vertretern aus Wirtschaft, Medien, Wissenschaft oder anderen Bereichen. Zu ihren weiteren selbst gestellten Aufgaben und Zielen gehören die Verbreitung der Kenntnis über den Portugiesischen Film mit Ausstellungen und Filmschauen, die Aus- und Weiterbildung in allen Bereichen der Filmproduktion vor und hinter der Kamera, die Förderung des wissenschaftlichen und anderen Nachwuchs, und die Bekanntmachung ihrer Arbeit und technischer Fortschritte.
Die APC trat danach der European Federation of Academies, dem europäischen Dachverband der nationalen Filmakademien bei, und der Federação das Academias Ibero-Americanas, dem Verband der Filmakademien der iberoamerikanischen Länder.

## Filmpreise

### Prémios Sophia

#### Vergabe
Die Prémios Sophia sind die öffentlichkeitswirksamsten Auszeichnungen der APC und gelten als wichtigster Filmpreis des Landes. Sie werden jährlich in 22 Kategorien vergeben, dazu werden auch Preise für Laufbahn (Carreira), Lebenswerk (Lifetime Achievement) und Verdienst (Mérito e Excelência) vergeben. Zunächst werden im Frühjahr auf der APC-Website und in sozialen Medien die Nominierungen veröffentlicht, bevor die Gewinner später in einer medial begleiteten Galaveranstaltung bekanntgegeben und die Preise überreicht werden. Seit 2015 wird parallel mit Sophia Estudante auch ein Filmpreis für den Filmnachwuchs vergeben.
Erstmals wurden die Prémios Sophia 2012 vergeben, in dieser ersten Ausgabe zunächst nur für das Lebenswerk. Preisträger waren der Produzent António da Cunha Telles, der Regisseur António de Macedo und die Schauspielerin Isabel Ruth.

#### Name
Unter den ursprünglichen Namensvorschlägen für einen neuen nationalen Filmpreis kamen Aurélio, in Gedenken an Portugals Filmpionier Aurélio Paz dos Reis (1862–1931), und Sophia, in Gedenken an die Schriftstellerin Sophia de Mello Breyner Andresen (1919–2004), aber auch unter Bezugnahme auf die altgriechische Bezeichnung für Weisheit, in die Endauswahl. Am Ende entschied sich die neu gegründete APC für Sophia.

#### Gewinner
Die bisherigen Gewinner der Kategorie Bester Film waren:
| Jahr der Verleihung | Gewinner-Film                                      | Regisseur des Films       | Produzent des Films                                                  | Verleihungsgala                                  |
| ------------------- | -------------------------------------------------- | ------------------------- | -------------------------------------------------------------------- | ------------------------------------------------ |
| 2012                | (nur Preise für Lebenswerk vergeben)               |                           |                                                                      | 26. November 2012 in der Cinemateca Portuguesa   |
| 2013                | Tabu – Eine Geschichte von Liebe und Schuld (Tabu) | Miguel Gomes              | Sandro Aguilar, Luís Urbano                                          | 6. Oktober 2013 im Teatro Nacional de São Carlos |
| 2014                | A Última Vez que vi Macau                          | João Pedro Rodrigues      | João Figueiras, Daniel Chabannes de Sars, Corentin Dong-Jin Sénéchal | 8. Oktober 2014 im Centro Cultural de Belém      |
| 2015                | Os Gatos não têm Vertigens                         | António-Pedro Vasconcelos | Tino Navarro                                                         | 2. April 2015 im Centro Cultural de Belém        |
| 2016                | Amor Impossível                                    | António-Pedro Vasconcelos | Tino Navarro                                                         | 13. Mai 2016 im Centro Cultural de Belém         |
| 2017                | Briefe aus dem Krieg (Cartas da Guerra)            | Ivo Ferreira              | Sandro Aguilar, Luís Urbano                                          | 22. März 2017 im Centro Cultural de Belém        |
| 2018                | São Jorge                                          | Marco Martins             | Maria João Mayer, François d’Artemare                                | 25. März 2018 im Casino Estoril                  |
| 2019                | Raiva                                              | Sérgio Tréfaut            | (Produzententeam)                                                    | 24. März 2019 im Casino Estoril                  |
| 2020                | Land im Sturm (A Herdade)                          | Tiago Guedes              | Paulo Branco                                                         | 17. September 2020 im Casino Estoril             |
| 2021                | Listen                                             | Ana Rocha                 | Rodrigo Areias                                                       | 19. September 2021 im Casino Estoril             |
| 2022                | O Último Banho                                     | David Bonneville          | Joana Ferreira, Isabel Machado                                       | 18. Juni 2022 im Casino Estoril                  |
| 2023                | Alma Viva                                          | Cristèle Alves Meira      | Pedro Borges                                                         | 21. Mai 2023 im Casino Estoril                   |
| 2024                | Mal Viver                                          | João Canijo               | Pedro Borges                                                         | 26. Mai 2024 im Casino Estoril                   |

### Prémio Bárbara Virgínia
Der Prémio Bárbara Virginia wird seit 2015 als Preis für Frauen vergeben, die sich im Portugiesischen Film hervorgetan haben. Benannt wurde er nach der Regisseurin, Schauspielerin und Radiosprecherin Bárbara Virgínia, der Künstlername von Maria de Lourdes Dias Costa (1923–2015), die 1946 als erste portugiesische Regisseurin einen Film drehte.
Bisherige Preisträgerinnen:
- 2015: Leonor Silveira (Schauspielerin und Filmfunktionärin)
- 2016: Laura Soveral (Schauspielerin)
- 2017: Teresa Ferreira (Farbfilm-Technikerin der Tóbis Portuguesa)
- 2018: Júlia Buisel (Schauspielerin, Assistentin und Regisseurin)
- 2019: Solveig Nordlund (Regisseurin, Filmeditorin und Produzentin)
- 2020: Maria Gonzaga (Kostümbildnerin)
- 2021: Regina Pessoa (Regisseurin und Animationsfilmerin)
- 2022: Carmen Santos (Schauspielerin)

### Prémios Nico
Seit 2017 werden mit den Prémios Nico jährlich drei junge Nachwuchstalente in verschiedenen Kategorien ausgezeichnet. Benannt ist der Preis nach dem populären Schauspieler und Filmschaffenden Nicolau Breyner (1940–2016), der sich besonders für neue Talente engagierte. Der Preis wird aus den Lotterieeinnahmen der gemeinnützigen Lissabonner Sektion der Santa Casa de Misericórdia finanziert.
Bisherige Preisträger:
| Jahr | Preisträger (Kategorie)                   | Preisträger (Kategorie)            | Preisträger (Kategorie)                                     |
| ---- | ----------------------------------------- | ---------------------------------- | ----------------------------------------------------------- |
| 2017 | Igor Ramos (Designer)                     | Miguel Cunha (Schauspieler)        | Nuno Rocha (Regisseur)                                      |
| 2018 | José Pimentão (Schauspieler)              | Oksana Tkach (Schauspielerin)      | Pedro Pinho (Regisseur)                                     |
| 2019 | Alba Baptista (Schauspielerin)            | António Pinhão Botelho (Regisseur) | Francisco Froes (Schauspieler)                              |
| 2020 | Maria Abreu (Schauspielerin)              | Gonçalo Almeida (Regisseur)        | João Nunes Monteiro (Schauspieler)                          |
| 2021 | Bernardo Lopes (Produzent)                | Laura Dutra (Schauspielerin)       | Michael Spenser (Schauspieler)                              |
| 2022 | Bárbara Branco (Schauspielerin)           | Catarina Vasconcelos (Regisseurin) | Ivan Neskov (Toningenieur) und José Condessa (Schauspieler) |
| 2023 | Ary Zara (Regisseur)                      | Ivo Arroja (Schauspieler)          | Leonor Vasconcelos (Schauspielerin)                         |
| 2024 | Salvador Gil (Schauspieler und Regisseur) | Ulé Baldé (Schauspielerin)         | Rúben Simões (Schauspieler)                                 |

## Organisation
Die APC untergliedert sich in folgende Fachbereiche (Colégios):
- Colégio de Actores (Schauspiel)
- Colégio de Realizadores (Regie)
- Colégio de Produtores (Produzenten)
- Colégio de Argumentistas (Drehbuch)
- Colégio de Fotografia (Kamera)
- Colégio de Direcção de Arte (Artdirector, mit Künstlerischer Leitung, Kostümen, Make-up, Frisur)
- Colégio de Som (Ton inkl. Klangdesign und Spezialeffekte)
- Colégio de Montagem (Filmschnitt)
- Colégio dos Compositores (Filmkomposition)
- Colégio dos Técnicos (Technik inkl. Regieassistenz, Castingleitung, Script Supervision, Produktionsassistenz, Kameraoperateure, Animation, Beleuchtung)
- Colégio de Curtas-Metragens (Kurzfilm-Regie)

Diese Fachbereiche bestehen, sofern sie jeweils mindestens 12 aktive eingeschriebene Mitglieder des Bereichs vorweisen können. Die Generalversammlung kann darüber hinaus Fachbereiche schließen oder neue eröffnen.
Der APC steht ein Präsidium bzw. eine Direktion (Direcção) vor, das alle drei Jahre von einer Generalversammlung (Assembleia Geral) gewählt wird und vom Kontrollrat (Conselho Fiscal) geprüft wird. Dazu besteht ein beratender Beirat (Conselho Consultivo). Das Präsidium der Generalversammlung und des Kontrollrats werden ebenfalls alle drei Jahre gewählt, der Vorsitz des Beirats wird alle vier Jahre neu gewählt. Amtsträger können wiedergewählt werden.

### Präsidium
- Präsident: Paulo Trancoso (Produzent)
- Vize-Präsidentin: Carla Chambel (Schauspielerin)
- Vize-Präsident: Miguel Gonçalves Mendes (Regisseur, Drehbuchautor und Produzent)
- Schatzmeister: Tony Costa (Kameramann)
- Direktionsassistent: Branko Neskov (Tontechniker)

### Generalversammlung
- Präsidentin: Maria João Bastos (Schauspielerin)
- Vize-Präsidentin: Patrícia Müller (Drehbuchautorin)
- Sekretariat der Generalversammlung: Maria do Carmo Moser (Produzentin)

### Kontrollrat
- Präsident: António Costa Valente (Produzent und Regisseur)
- Vize-Präsidentin: Ana Paula Rocha (Ausstatterin/Künstlerische Leiterin)
- Sekretariat des Kontrollrats: Helena Batista (Maskenbildnerin)